# سوق الطير

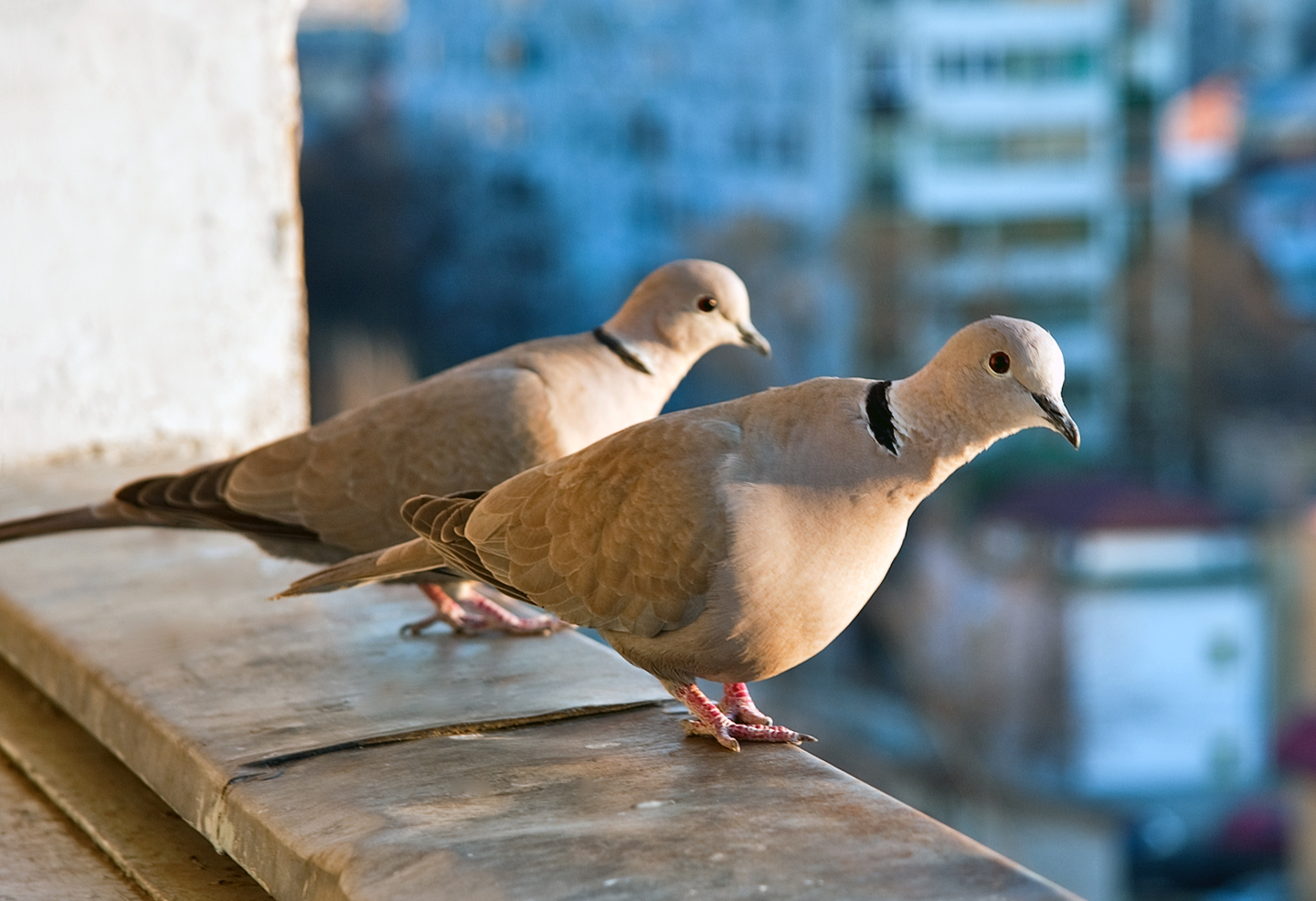
اليمام المطوق

سوق الطير ببغداد مدينة السلام التي أسسها الخليفة العباسي ابو جعفر المنصور في الجانب الغربي بمنطقة يقال لها الشونيزية ويطلق عليه جانب الكرخ وقد بنيت فيها الأسواق منفردة بتجارتها كسوق البطيخ مختص ببيع الفاكهه وسوق البزازين لبيع الاقمشة وسوق العطارين وسوق الصرافين وسوق الوراقين الذي بلغ عدد حوانيتها مئة مكتبة. بعد ذلك توسعت بغداد لتمتد إلى ألجانب الشرقي من نهر دجلة والمعروف بجانب الرصافة والتي اقيم فيها عددا من الأسواق منها سوق الطيب وسوق الطعام وسوق الوراقين وسوق الصاغة وسوق الغنم، ويضم جانب الرصافة أيضاً عدد من المحلات ومنها محلة باب الطاق وهي محلة كبيرة ببغداد تعرف بطاق أسماء والتي فيها مقبرة الخيزران وفيها
سوق الطير وهو سوق يجمع الرياحين، وفي حواشيها الصيارف الظراف، وأصحاب الطيالس وفاخر الملابس، فاعتقدوا ان من تعسر عليه شيء من الأمور فاشترى طيرا من باب الطاق وأرسله، سهل عليه ذلك الامر.
وكان عبد الله بن طاهر طال مقامه ببغداد، ولم يحصل له اذن الخليفة، فاجتاز يوما بباب الطاق فرأى قمرية تنوح (وهي نوع من الحمام المطوق) فامر بشرائها واطلاقها، فأمتنع صاحبها ان يبيعها الا بخمسمائة درهم فاشتراها واطلقها وهو يردد إحدى قصائده وقد ذكر فيها المحلة والسوق والتي تقول:
وروي إن صاحب القصة في إطلاق القمرية هو اليمان بن أبي اليمان البندنيجي الشاعر الضرير مصنف كتاب التقفية في اللغة.
ان معالم محلة باب الطاق وسوق الطير قد تغيرت اليوم واصبحت اثرا بعد عين حتى مقبرة الخيزران أطلق عليها مقبرة الاعظمية.[بحاجة لمصدر]
وهناك سوق آخر في دمشق، يعرف بسوق الطير، حيث ذكر ابن عساكر في كتابه تاريخ مدينة دمشق باب ذكر معرفة مساجد البلد وحصرها بذكر التعريف لها والعدد، حيث ذكر مسجدين، يشير فيهما إلى سوق الطير فالأول «مسجد لطيف في راس سوق الطير سفل بشباك»، اما الثاني فهو «مسجد قبلية عند رأس درب الحبالين يعرف بمسجد سوق الطير، له إمام، ووقف، ومؤذن».